# Therese Johaug
Therese Johaug (Dalsbygda, 25 de junio de 1988) es una deportista noruega que compite en esquí de fondo.
Participó en tres Juegos Olímpicos de Invierno, obteniendo en total seis medallas, oro en Vancouver 2010, en la prueba de relevos (junto con Vibeke Skofterud, Kristin Størmer Steira y Marit Bjørgen), plata y bronce en Sochi 2014, en los 10 km y 15 km, y tres de oro en Pekín 2022, en 10 km, 15 km y 30 km.
Ganó veintitrés medallas en el Campeonato Mundial de Esquí Nórdico entre los años 2007 y 2025.
En febrero de 2017 dio positivo por un esteroide en un control antidopaje y fue suspendida 18 meses, perdiéndose los Juegos Olímpicos de Pyeongchang 2018.

## Palmarés internacional
| Juegos Olímpicos   | Juegos Olímpicos       | Juegos Olímpicos  | Juegos Olímpicos  |
| Año                | Lugar                  | Medalla           | Prueba            |
| ------------------ | ---------------------- | ----------------- | ----------------- |
| 2010               | Vancouver (Canadá)     | Medalla de oro    | Relevo 4 × 5 km   |
| 2014               | Sochi (Rusia)          | Medalla de plata  | 30 km             |
| 2014               | Sochi (Rusia)          | Medalla de bronce | 10 km             |
| 2022               | Pekín (China)          | Medalla de oro    | 10 km             |
| 2022               | Pekín (China)          | Medalla de oro    | 15 km             |
| 2022               | Pekín (China)          | Medalla de oro    | 30 km             |
| Campeonato Mundial |                        |                   |                   |
| Año                | Lugar                  | Medalla           | Prueba            |
| 2007               | Sapporo (Japón)        | Medalla de bronce | 30 km             |
| 2011               | Oslo (Noruega)         | Medalla de oro    | 30 km             |
| 2011               | Oslo (Noruega)         | Medalla de oro    | Relevo 4 × 5 km   |
| 2011               | Oslo (Noruega)         | Medalla de bronce | 15 km             |
| 2013               | Val di Fiemme (Italia) | Medalla de oro    | 10 km             |
| 2013               | Val di Fiemme (Italia) | Medalla de oro    | Relevo 4 × 5 km   |
| 2013               | Val di Fiemme (Italia) | Medalla de plata  | 15 km             |
| 2013               | Val di Fiemme (Italia) | Medalla de bronce | 30 km             |
| 2015               | Falun (Suecia)         | Medalla de oro    | 15 km             |
| 2015               | Falun (Suecia)         | Medalla de oro    | 30 km             |
| 2015               | Falun (Suecia)         | Medalla de oro    | Relevo 4 × 5 km   |
| 2019               | Seefeld (Austria)      | Medalla de oro    | 10 km             |
| 2019               | Seefeld (Austria)      | Medalla de oro    | 15 km             |
| 2019               | Seefeld (Austria)      | Medalla de oro    | 30 km             |
| 2019               | Seefeld (Austria)      | Medalla de plata  | Relevo 4 × 5 km   |
| 2021               | Oberstdorf (Alemania)  | Medalla de oro    | 10 km             |
| 2021               | Oberstdorf (Alemania)  | Medalla de oro    | 15 km             |
| 2021               | Oberstdorf (Alemania)  | Medalla de oro    | 30 km             |
| 2021               | Oberstdorf (Alemania)  | Medalla de oro    | Relevo 4 × 5 km   |
| 2025               | Trondheim (Noruega)    | Medalla de plata  | 10 km             |
| 2025               | Trondheim (Noruega)    | Medalla de plata  | 20 km             |
| 2025               | Trondheim (Noruega)    | Medalla de plata  | Relevo 4 × 7,5 km |
| 2025               | Trondheim (Noruega)    | Medalla de bronce | 50 km             |